# Omphale australis
Omphale australis är en stekelart som beskrevs av Christer Hansson 1996. Omphale australis ingår i släktet Omphale och familjen finglanssteklar. Inga underarter finns listade i Catalogue of Life.